# سیارک ۲۴۹۸۵
سیارک ۲۴۹۸۵ (به انگلیسی: 24985 Benuri، نامگذاری:1998KW45) بیست و چهار هزار و نهصد و هشتاد و پنجمین سیارک کشف شده‌است که در ۲۲ مه ۱۹۹۸ کشف شد.
قدر مطلق سیارک برابر ۱۰.۲ است.